# Iabohazo
Iabohazo è una città e comune del Madagascar situata nel distretto di Farafangana, regione di Atsimo-Atsinanana. 
La popolazione del comune rilevata nel censimento 2001 era pari a 8 400 unità.